# حمض ريبوزي نووي ميكروي

مخطط لتكوين ووظيفة الرنا الميكروي.

الرنا الميكروي أو ميكرو آر أن إيه أو ميكرو حمض نووي ريبوزي أو ميكرو رنا (بالإنجليزية:  microRNA)‏ هو جزيء رنا مسؤول عن ضبط التعبير الجيني. ينشأ في النواة عن طريق عملية النسخ الإنزيمي للجينات المسؤولة عن إنتاجه. يحتوي جينوم الأنسان على المئات من هذة الجينات. 
الرنا الأصغري (MicroRNA (miRNA عبارة عن جزيئات صغيرة من الرنا غير المرمز اكتشفت لأول مرة لدى ديدان ربداء رشيقة ولاحقاُ عند الإنسان. يعتقد أنها تشكل من 1-5% من الجينوم البشري وتنظم التعبير عن 30% من الجينات المعبرة عن البروتين. ترتبط هذه الجزيئات مع الرنا المرسال messenger RNA من خلال تكامل تسلسلاتها مع تسلسلات الرنا المرسال ومن ثم تقوم إما بتدريك الرنا المرسال أو منع ترجمتها من خلال عرقلة ارتباط الريبوسومات.
حتى عام 2010 كان هناك حوالي 940 نوع معروف من الرنا الأصغري  إلا أن دورها البيولوجي ووظائفها لاتزال غير معروفة بشكل كامل.
يعمل ميكرو رنا عن طريق اتصالة بمرسال الحمض الريبي النووي للجين الذي يضبطة ليشكلوا سويا سلسلة من الأزواج القاعدية؛ وهذا الاتصال يؤدي في نهاية الأمر إلى كبت وتقليل عملية الترجمة لالرنا المرسال.

## تقنية العمل

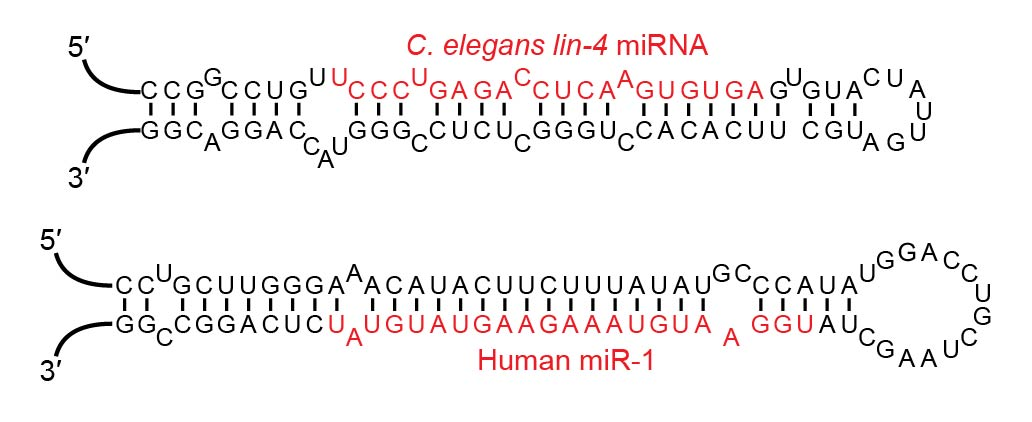
شكل 2:أمثلة على الحلقات الجذعية للرنا الميكروي، ويظهر الرنا الميكروي الناضج باللون الأحمر

ينشأ ميكرو الرنا من جينات تحتوي على تسلسل نوكليوتيدات متكرر بصورة عكسية (بالإنجليزية inverted repeats). عندما تدخل هذة الجينات مرحلة النسخ الإنزيمي تنتج الرنا المرسال يحتوي على تسلسل نوكليوتيدي مكمل لتسلسل آخر في نفس الرنا.
وعندها تتصل هذة التسلسلات المكملة مع بعضها البعض لتشكل سلسلة من الأزواج القاعدية وعندها يصبح شكل الرنا يشبة شكل دبوس الشعر (بالإنجليزية hairpin أو pri miRNA أنظر الصورة).
بعدها يتم قص ميكرو رنا (pri miRNA) عن طريق بروتين باسم «دروشا» أو«باشا» (بالإنجليزية Drosha/Pasha) ومن ثم يخرج من النواة إلى السيتوزول (هيولي الخلية) ليصبح اسم الرنا pre-miRNA (أنظر الصورة، شكل 1). بعدها يأتي بروتين باسم «دايسر» (بالاأنجليزية Dicer) ليقص الرنا مرة أخرى فيصبح جزيء الرنا مكونا من سلسلة من الأزواج القاعدية ولكن عندها تأتي مجموعة من البروتينات (protiens complex) باسم «ريسك» (بالإنجليزية RISC) لتفصل سلسلة الأزواج القاعدية وتأخذ سلسلة واحدة فقط منها ليصبح اسم المجموعة البروتينية "miRISC" (انظر الصورة). يتصل miRISC مع مرسال الحمض الريبي النووي للجين المستهدف عن طريق الميكرو رنا"miRNA" الذي يحتوي على تسلسل نوكليوتيدي مكمل لتسلسل مرسال الحمض الريبوزي النووي للجين المستهدف وهكذا يتم كبت وتقليل عملية الترجمة لمرسال الحمض الريبي النووي للجين المستهدف.

## الرنا الأصغري والسرطان
تتتصف الخلايا السرطانية بقدرتها غير المضبوطة على التكاثر وبشكل مستقل عن السبل الاشارات الخلوية وغير مستجيب للاضارات الخلوية المثبطة وقدرتها على الهروب من الموت الخلوي المبرمج.ويعتبر الخلل في التعبير الوراثي عن مورثات مرتبطة بالتكاثر الخلوي والموت الخلوي المبرمج والتمايز مرتبطاً مع بداية تشكل السرطان وتطورها.وتصنف المورثات المرتبطة مع تطور السرطان إلى جينات ورمية oncogenes أو مثبطات ورمية tumor suppressors ويمكن للجينات الورمية أن تتنتج عوامل انتساخ أو عوامل نمو أو مستقبلات لعوامل النمو أو معدلات الكروماتين أو منظمات الاستموات الخلوي المبرمج apoptosis regulators ويمكن أن يؤدي زيادة التعبير أو خلل في التعبير عن هذه المورثات إلى نمو وتكاثر خلوي غير مضبوط مؤدية لتشكل الخلايا السرطانية. ويلعب الرنا الأصغري دوراً حيوياً في تنظيم السبل الخلوية والاستقلابية وبشكل خاص تلك التي تتحكم في التكاثر والتمايز والبقاء survival.وقد لوحظ الخلل في تنظيم التعبير عن الرنا الأصغيري في العديد من السرطانات. ولايزال من الصعب تحديد فيما إذا كان تأثير تغيير التعبير عن الرنا الأصغيري في تشكل السرطان مباشراً أو غير مباشر، لكون جزيئة الرنا الأصغري يمكن أن تستهدف أهداف متعددة.ومن الأمثلة عن جزيئات الرنا الأصغري ذات الدور في التسرطن:
- Let-7 miRNAs
- miR15 and miR16
- miR-21
- miR-17-92

## وصلات خارجية
- قاعدة بيانات (mirbase) الخاصة بالرنا الميكروي (بالإنجليزية)
- miR2Disease - قاعدة بيانات يتم تنسيقها يدوياً توثق العلاقات المعروفة بين عدم انتظام الرنا الميكروي والأمراض عند الإنسان. (بالإنجليزية)
- semirna، تطبيق ويب يقوم بالبحث عن الرنا الميكروي في جينوم النباتات.
- ONCO.IO: مصدر تكاملي خاص بتحليل الرنا الميكروي وعوامل النسخ في السرطان.
- MirOB: قاعدة بيانات لأهداف الرنا الميكروي وتحليل البيانات وأداة dataviz.
- قاعدة بيانات ChIPBase: قاعدة بيانات مفتوحة الوصول خاصة بفكّ رواميز عوامل النسخ المتأثرة أو الداخلة في نسخ الرنا الميكروي. (بالإنجليزية)
- فيديو يظهر عملية التكوُّن الحيوية للرنا الميكروي.